# 藤花椒
藤花椒（学名：Zanthoxylum scandens） ，又名：花椒簕，是芸香科轄下的一種常綠性藤木。生育地為海拔800公尺以下地區之山坡及闊葉林。

## 扩展阅读
維基物種上的相關：花椒簕